# 村田琳
村田 琳（むらた りん、1997年4月2日 - ）は、日本の俳優、歌手。東京都出身。
元VOYZ ENTERTAINMENT所属。事務所内グループVOYZ BOYの元メンバー、チームCD選抜である。チーム解体前はリーダーとしてteamBLUEに所属。

## 略歴
- 2017年の夏頃、VOYZ BOYの前身であるBoizの活動内容を友人から聞いて興味を持ち、面接を受ける。ダンスや歌の経験はないものの「楽しそうだな」と思い、10月にグループ参加[4]。
- 2019年7月、『ノーサイド・ゲーム』（TBS）で俳優デビュー。
- 2020年3月8日に発表された『VOYZ BOY チームCD選抜ファン投票』では7位となり、選抜メンバーになる。
- 2021年11月1日にVOYZ ENTERTAINMENT退所によるVOYZ BOY脱退を発表。同年11月30日に脱退。

## 人物
- 祖父は台湾の貿易商である謝哲信、祖母は斉藤桂子、実父は釜石市議会議員の村田信之、母は元タレントで元参議院議員蓮舫[5]、双子の姉は翠蘭[6]。2021年5月に、元政治家で実業家の糸山英太郎と養子縁組した[1][7]が、後に蓮舫の政治活動への影響に対する懸念などを理由に解消した[2]。
- 趣味はサッカー鑑賞で、イギリスに4年間留学していた経験がある[8]。
- 特技は英語[3]。
- 好きな食べ物は餃子[4]。
- 自身のTwitterで小学生の頃からラグビーをしていたことを明かしている[6][9]。
- B'zの松本孝弘から、ギターを習っていた[10]。
- 2021年1月に自身のYouTubeチャンネルで、母・蓮舫から親離れの決意を明らかにし「これからは政治にも向き合おうと思います。仮に母と意見が食い違ったとしても、自分の意見は曲げないつもりです」とも宣言した[11]。

## 出演

### 映画
- 君たちはまだ長いトンネルの中（2022年、トリプルアップ、監督：なるせゆうせい） - 田村真 役

### テレビドラマ
- ノーサイド・ゲーム（2019年、TBSテレビ） - 有馬真吾 役

### バラエティ
- 中居正広の金曜日のスマイルたちへ（2016年11月18日、TBS）※デビュー前
- 上田晋也の幻のニュース（2019年3月9日、TBS）[5]